# إيفرت بانكر (سياسي)
إيفرت بانكر هو سياسي أمريكي، ولد في 29 مايو 1721، وتوفي في 13 يناير 1803.